# Неопознанный труп

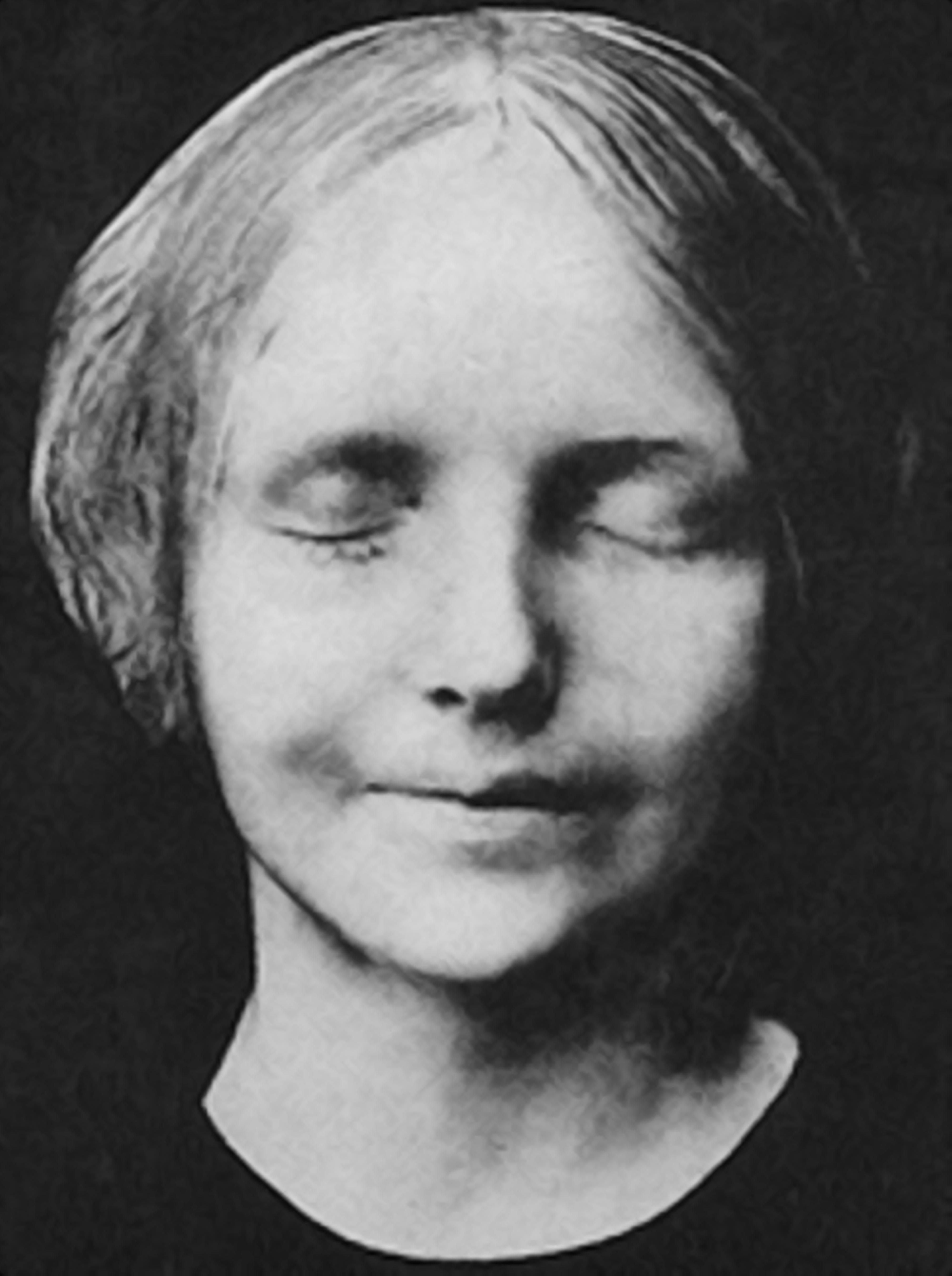
Тело неизвестной, найденное в Сене

Неопознанный труп (англ. UID от Unidentified Person) — труп человека, личность которого не была установлена после полицейского расследования и судебно-медицинской экспертизы. Часто такие тела опознаются спустя несколько лет или десятилетий, другие же так и остаются неопознанными.

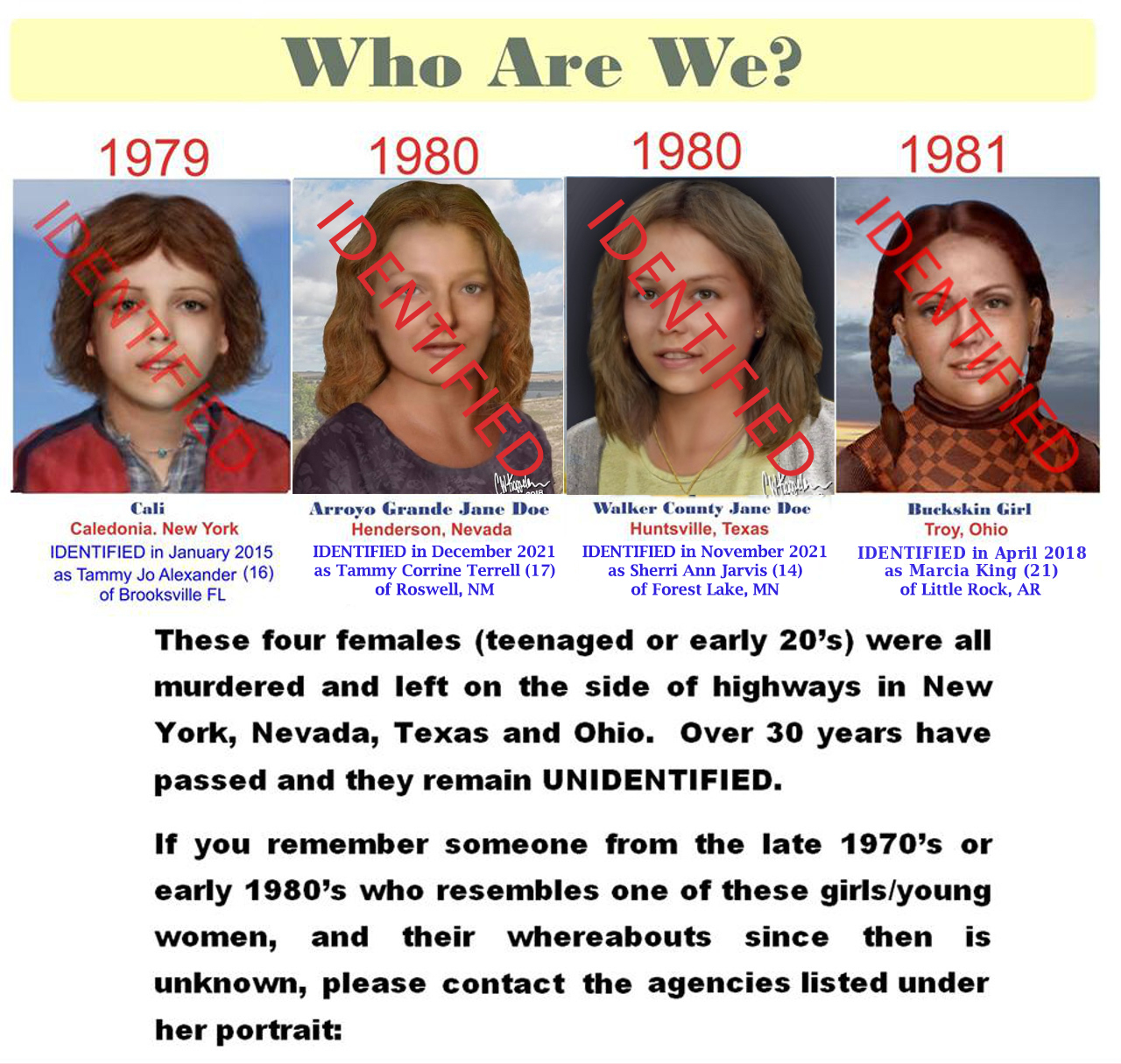
Пример информационного плаката с четырьмя убитыми около 1980 года американками, чьи тела оставались неопознанными более тридцати лет: Убийство Тэмми Александер, Убийство Тэмми Террелл, Шерри Джарвис, Марша Кинг (слева направо)

Если труп так и не удалось идентифицировать, то для его обозначения используются экземплификанты «Джон Доу» или «Джейн Доу» (аналог русскоязычного Иван Иванович Иванов) с указанием места находки, например, Джон Доу из округа Рок (Rock County John Doe).

## Проблемы идентификации
Во многих случаях обнаружение трупа происходит через большое время после смерти, и за это время черты лица существенно искажаются, что затрудняет визуальную идентификацию. Деформация кожных покровов также может сделать невозможным дактилоскопию (см. Мальчик в коробке). В основном скорость разложения зависит от условий окружающей среды. Иногда, находясь в низких температурах, тело может практически не изменяться в течение многих лет. Противоположный эффект наблюдается при нахождении в тёплых районах, где процесс разложения происходит во много раз быстрее и в большинстве случаев ускоряется насекомыми. Иногда тёплые температуры мумифицируют труп, что усложняет его исследование и установление времени смерти. Одним из примеров является «Персидская принцесса» — изначально было заявлено, что этот человек жил более двух тысяч лет назад, но затем, более точные исследования установили, что эта дата являлась заведомо ложной и человек, которому принадлежит труп, умер в 1990-х годах. В другом случае у трупа, найденного в Идар-Оберштайне в 1994 году через несколько месяцев после смерти, из-за мумификации кожные покровы не были значительно повреждены, что позволило опознать его по татуировкам.
В тех случаях, когда труп обнаруживается на стадии скелетизации — конечной стадии разложения, — от него остаются только кости и в некоторых случаях фрагменты тканей. Опознание возможно только путём исследования ДНК, характеристик зубов и костей, а также реконструкции лица.